# Lex Ribuaria
Lex Ribuaria – spis prawa zwyczajowego Franków rypuarskich. Powstał najprawdopodobniej w latach czterdziestych VIII w., choć część historyków przesuwa jego powstanie na koniec VI w. lub pierwszą połowę VII w. Opierał się przede wszystkim na prawie salickim, ale wykazywał też pewne wpływy prawa rzymskiego i burgundzkiego.
Do podstawowych różnic między prawem Franków rypuarskich a Franków salickich należały:
- dopuszczenie do dziedziczenia kobiet w przypadku braku męskich krewnych (w prawie salickim kobiety były początkowo całkowicie wyłączone z dziedziczenia)[3]
- ograniczenie prawa do spadku do piątego kręgu krewnych (w prawie salickim sięgało ono szóstego kręgu)[4]
- zakaz wspierania krewnego w zapłacie wergeldu (zgodnie z Lex Salica ród zabójcy pomagał mu w opłaceniu kompozycji)[5].

W Lex Ribuaria uznano, iż – zgodnie z dominującą we wczesnym średniowieczu zasadą personalności prawa – prawem kleru katolickiego jest prawo rzymskie (łac. Ecclesia vivit lege romana).